# شارع الأمير نايف بن عبد العزيز
شارع الأمير نايف بن عبد العزيز هو شارع يقع ضمن حي الملك فهد وحي المحمدية بمدينة الرياض بالسعودية، ويبلغ طوله قرابة 2,5 كم. يبدأ الشارع بتقاطعه مع طريق الأمير أحمد بن عبد العزيز بحي الملك فهد وينتهي بتقاطعه مع طريق التخصصي بحي المحمدية، ويتقاطع مع طريق العليا وطريق الملك فهد.

## معالم الشارع

### الجزء الواقع في حي المحمدية
- سكن وزارة الخارجية.[2]

### الجزء الواقع في حي الملك فهد شمال طريق الملك فهد
- سوق العويس.[3][4]
- سوق طيبة، وهو مقابل لأسواق العويس.[5][6][7]
- تكثر مطاعم الوجبات السريعة على جانبي هذا الطريق.